# Vitgräsfjäril
Vitgräsfjäril, Lasiommata maera, är en fjärilsart i familjen praktfjärilar. Vingspannet varierar mellan 42 och 52 millimeter, på olika individer.

## Utseende
Vitgräsfjärilens färg på ovansidan skiljer sig ganska mycket mellan populationerna i norra delen och södra delen av utbredningsområdet. I norr är den brun och i söder mer brunorange. I framhörnet på framvingens ovansida finns en svart fläck med vit mitt och hela fläcken är omgiven av brunorange färg. Sådana fläckar kallas ögonfläckar och har som syfte att skrämma rovdjur som vill äta upp fjärilen. Honan har ofta ett lite större orange område omkring den svarta fläcken. Bakvingen har samma färg som framvingen och har två eller fler mindre ögonfläckar längs ytterkanten. På undersidan är framvingen gråbrun eller ljust brunorange och bakvingen ljust gråbrun. Det finns ögonfläckar på undersidan på samma ställen som på ovansidan.
Larven är grön med några smala längsgående linjer. Den blir upp till 30 millimeter lång.

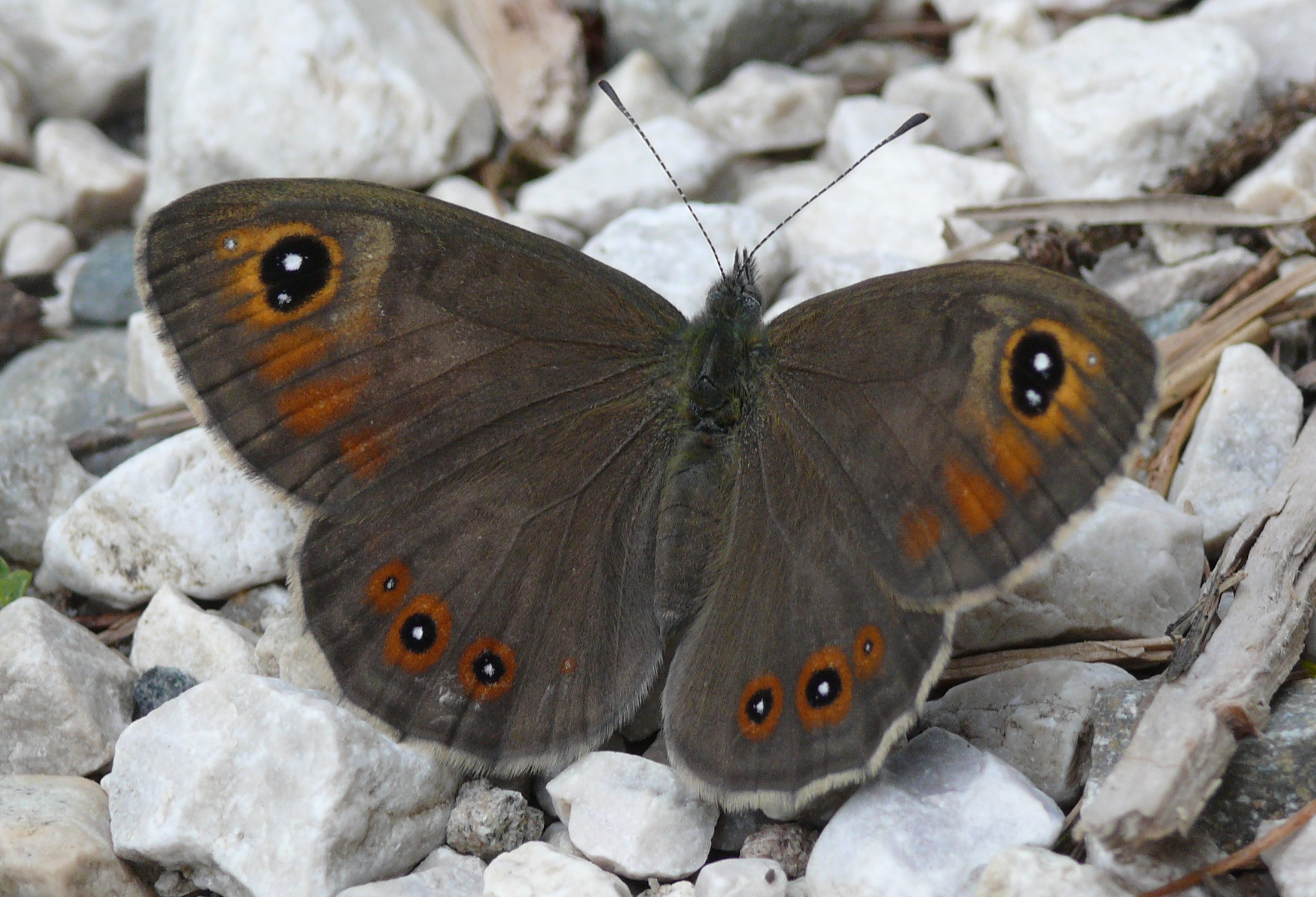
Hona av vitgräsfjäril (fotograferad i Sydtyrolen).
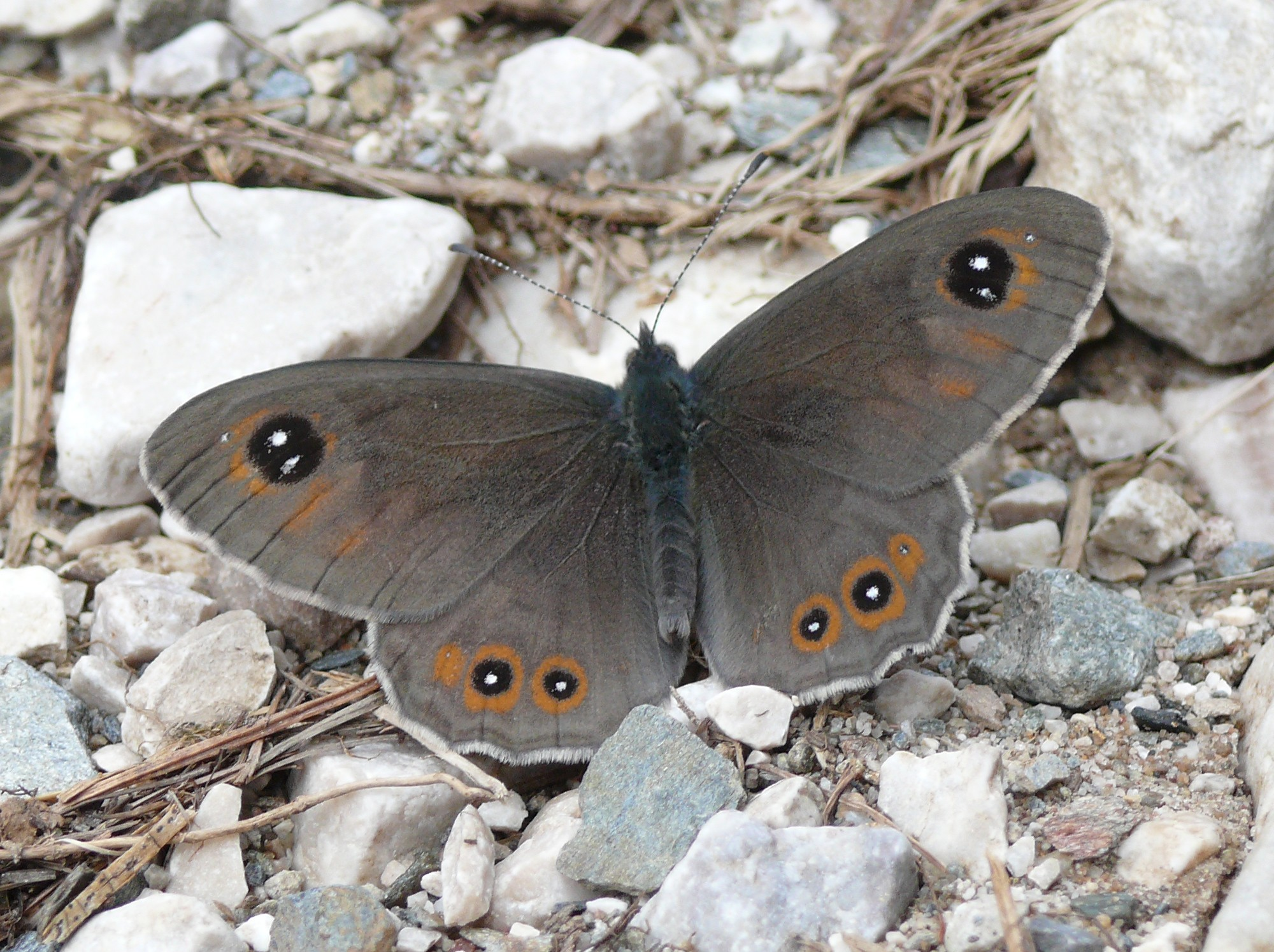
Hane av vitgräsfjäril (fotograferad i Sydtyrolen).
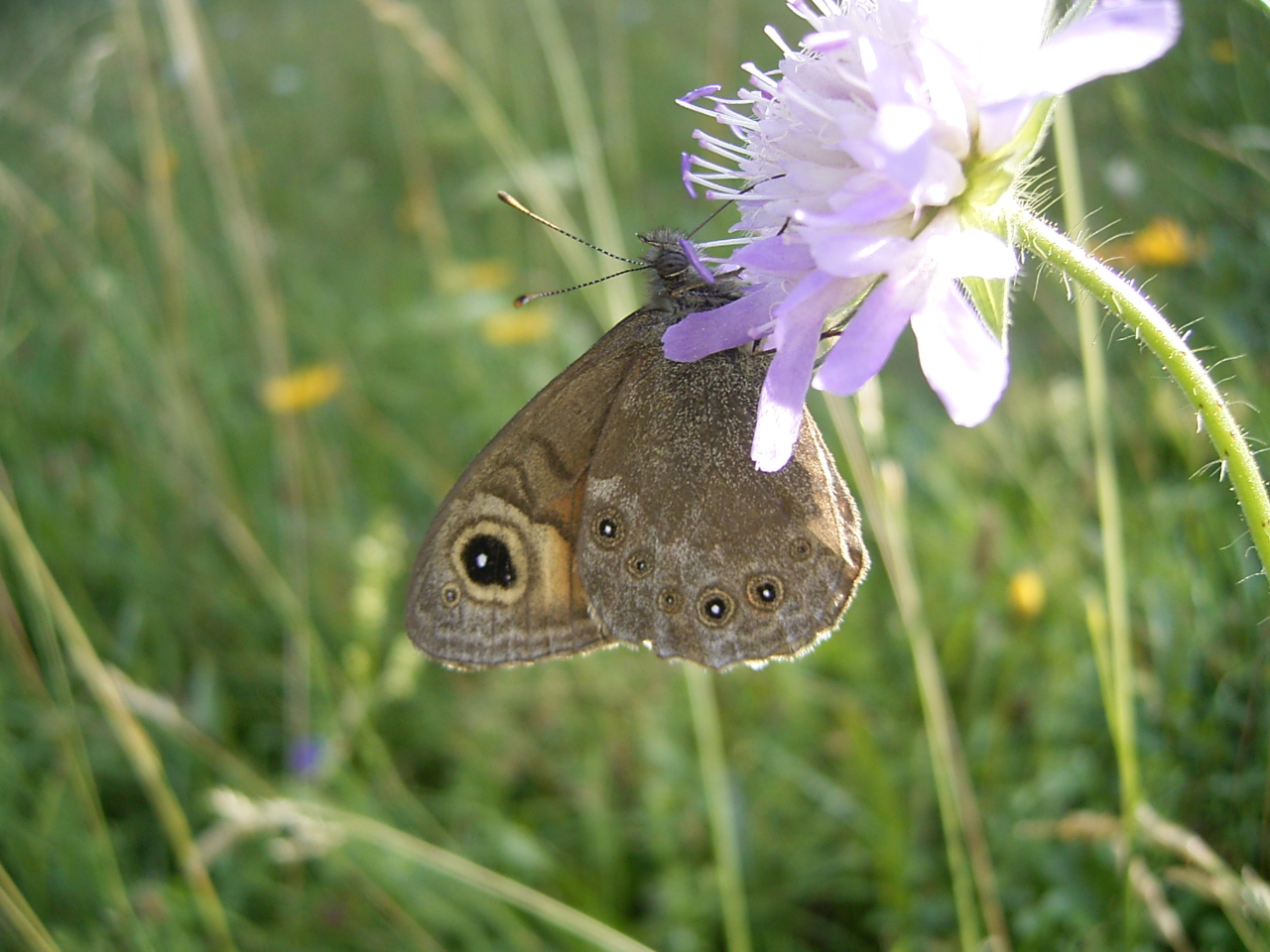
Undersidan (fotograferad i Bayern).

## Levnadssätt
Värdväxter, de växter larven lever på och äter av, är olika gräs, bland annat arter i svingelsläktet och gröesläktet.
Flygtiden, den period när fjärilen är fullvuxen, imago, infaller i juni-juli. Söder om Alperna hinner den med två generationer på en säsong, men norr därom endast en generation. Vitgräsfjärilens habitat, den miljö den finns i, är skogsmark med öppna gläntor och klipphällar, men även andra ställen med sten eller grus, så som vägkanter.

## Utbredning
Vitgräsfjärilens utbredningsområde sträcker sig från norra Afrika och Europa (utom de västligaste och nordligaste delarna) genom Mindre Asien och Uralbergen till sydvästra Sibirien, Himalaya och Iran. Den är allmän i hela Sverige förutom i fjällen och på Gotland.